# Lijst van PlayStation 4-spellen
Dit is een lijst van PlayStation 4-spellen, gerangschikt op alfabet.

## 0-9
- #killallzombies
- 1001 Spikes
- 101 Ways To Die
- 11-11: Memories Retold
- 13 Sentinels: Aegis Rim
- 140
- 7 Days to Die

## A
- Aaru's Awakening
- Abzu
- Adrift
- Adventures of Pip
- Adventures of Scarlet Curiosity
- Adventure Time: Finn & Jake Investigations
- AeternoBlade
- Agatha Christie: The ABC Murders
- AirMech Arena
- Airship Q
- Akiba's Trip: Undead & Undressed
- Alienation
- Alien: Isolation
- Alpha Muse
- The Amazing Spider-Man 2
- Among the Sleep
- Amplitude
- Angry Birds Star Wars
- Anomaly 2
- Another World
- APB: Reloaded
- Apotheon
- Arcania: The Complete Tale
- Arena of Fate
- Ark: Survival Evolved
- Armello
- Arslan: The Warriors of Legend
- Assassin's Creed Chronicles: China
- Assassin's Creed Chronicles: India
- Assassin's Creed Chronicles: Russia
- Assassin's Creed IV: Black Flag
- Assassin's Creed Syndicate
- Assassin's Creed Unity
- Assassin's Creed Odyssey
- Assassin's Creed Origins
- Assassin's Creed Valhalla
- Assault Android Cactus
- Assault Suit Leynos
- Assetto Corsa
- Atelier Sophie: The Alchemist of the Mysterious Book
- Atom Universe
- Attack on Titan
- Avicii Vector
- Awesomenauts Assemble!
- Axiom Verge
- Aztez

## B
- Backgammon Blitz
- Back to Bed
- Back To the Future: The Game 30th Anniversary Edition
- Badland: Game of the Year Edition
- Basement Crawl
- Bastion
- Batman: Arkham Knight
- Battleborn
- Battlefield 1
- Battlefield 4
- Battlefield Hardline
- Battlefield V
- Battle Islands
- Battlezone
- Bedlam
- Beyond: Flesh and Blood
- Beyond Eyes
- Beyond: Two Souls
- Big City Stories
- BigFest
- The Binding of Isaac: Rebirth
- Blacklight: Retribution
- Blade Arcus from Shining EX
- Bladestorm: The Hundred Years' War & Nightmare
- Blast 'Em Bunnies
- BlazBlue: Chrono Phantasma Extend
- Bloodborne
- Blood Bowl 2
- Bloodstained: Ritual of the Night
- Blue Estate
- The Book of Unwritten Tales 2
- Bombshell
- Borderlands: The Handsome Collection
  - Borderlands 2
  - Borderlands: The Pre-Sequel!
- Bound by Flame
- Boundless
- Brawl
- The Bridge
- Broforce
- Broken Age: The Complete Adventure
- Broken Sword 5
- Brothers: A Tale of Two Sons

## C
- Call of Cthulhu
- Call of Duty: Advanced Warfare
- Call of Duty: Black Ops III
- Call of Duty: Black Ops 4
- Call of Duty: Ghosts
- Call of Duty: Infinite Warfare
- Call of Duty: WWII
- Calvino Noir
- Capsule Force
- Carmageddon: Reincarnation
- The Castle Game
- Castles
- CastleStorm: Definitive Edition
- Cat Quest
- Cat Quest II
- Cel Damage HD
- Chariot
- Chasm
- Child of Light
- Chroma Squad
- Chronicles of Teddy: Harmony of Exidus
- Churbles
- Citizens of Earth
- Cities: Skylines
- Civilization VII
- Collectems
- Commander Cherry's Puzzled Journey
- Constructor HD
- Contrast
- Cook, Serve, Delicious! 2!!
- Cosmic Star Heroine
- Costume Quest 2
- CounterSpy
- Crash Bandicoot: N. Sane Trilogy
- Crash Team Racing Nitro Fueled
- Crazy Strike Bowling EX
- The Crew
- The Crew 2
- Crossing Souls
- Crossing the Line
- Crows: Burning Edge
- Crypt of the Necrodancer
- Curses 'N Chaos
- Cyberpunk 2077

## D
- Dark Souls II: Scholar Of The First Sin
- Dark Souls III
- Darkest Dungeon
- Darksiders II: Death-initive Edition
- Darksiders III
- Daylight
- Day of the Tentacle Remastered
- DayZ
- DC Universe Online
- Dead Island 2
- Dead Nation: Apocalypse Edition
- Dead or Alive 5 Last Round
- Dead or Alive Xtreme 3: Fortune
- Deadpool
- Dead Star
- Death Stranding
- Death's Gambit
- Death Tales
- Deep Down
- The Deer God
- Defense Grid 2
- Demon's Age
- Dengeki Bunko: Fighting Climax Ignition
- Destiny
- Destiny 2
- Detroit: Become Human
- Deus Ex: Mankind Divided
- Devil May Cry 4: Special Edition
- Devil May Cry 5
- Diablo III: Ultimate Evil Edition
- Digimon Story: Cyber Sleuth
- Disgaea 5
- Dishonored 2
- Dishonored: Definitive Edition
- Disney Infinity 2.0
- Disney Infinity 3.0
- Distance
- Divekick Addition Edition
- Divinity: Original Sin
- DmC: Devil May Cry Definitive Edition
- Doki-Doki Universe
- Dollhouse
- Don Bradman Cricket 14
- Don't Starve
- Doom
- Dragon Age: Inquisition
- Dragon Ball Xenoverse
- Dragon Fin Soup
- Dragon of Legends
- Dragon Quest Heroes
- Dragon Quest Heroes II
- Dragon Quest X
- Dragon Quest XI
- Dragon's Dogma Online
- Drawn to Death
- Dream C Club: Host Girls on Stage
- Drifter
- Dreams
- Driveclub
- Driveclub Bikes
- Dungeon Defenders II
- Dust: An Elysian Tail
- Dying Light
- Dynasty Warriors 8: Empires
- Dynasty Warriors 8: Xtreme Legends Complete Edition

## E
- EA Sports UFC
- Earth Defense Force 4.1: The Shadow of New Despair
- Earth Wars
- Earthlock: Festival of Magic
- Edge Of Eternity
- Eitr
- The Elder Scrolls Online
- Elite: Dangerous
- Energy Hook
- Enter the Gungeon
- Entwined
- Escape Plan
- Escape Goat 2
- The Escapists
- Ether One
- EverQuest Next
- Everybody's Golf
- Everybody's Gone to the Rapture
- Eve: Valkyrie
- The Evil Within
- Evolve
- Exist Archive

## F
- F1 2015
- F1 2016
- F1 2017
- F1 2018
- F1 2019
- F1 2020
- F1 2021
- F1 22
- F1 23
- F1 Manager 2022
- Fairy Fencer F: Advent Dark Force
- The Fall
- Fall Guys: Ultimate Knockout
- Fallout 4
- Fallout 76
- Far Cry 4
- Far Cry 5
- Far Cry New Dawn
- Far Cry Primal
- Farming Simulator 15
- Farming Simulator 17
- Farming 
Simulator 19
- Farming
Simulator 22
- Fat Princess Adventures
- Fenix Rage
- Fez
- Fibbage
- FIFA 14
- FIFA 15
- FIFA 16
- FIFA 17
- FIFA 18
- FIFA 19
- FIFA 20
- FIFA 21
- FIFA 22
- FIFA 23
- FIM Speedway Grand Prix 15
- Final Fantasy Type-0 HD
- Final Fantasy VII
- Final Fantasy VII Remake
- Final Fantasy X/X-2 HD Remaster
  - Final Fantasy X HD
  - Final Fantasy X-2 HD
- Final Fantasy XIV: A Realm Reborn
- Final Fantasy XV
- Final Horizon
- Firefall
- Firewatch
- Flame Over
- Flockers
- flOw
- Flower
- Forgotten Memories
- forma.8
- For Honor
- Fortnite
- Foul Play
- The Four Kings Casino & Slots
- Frozen Free Fall: Snowball Fight
- FutureGrind
- Futuridium EP Deluxe
- Futuridium VR

## G
- Galak-Z: The Dimensional
- Gal*Gun: Double Peace
- Game of Thrones: A Telltale Games Series
- Gang Beasts
- Gauntlet: Slayer Edition
- Geometry Wars 3: Dimensions
- Get Even
- Ghost of Tsushima
- Giana Sisters: Twisted Dreams - Director's Cut
- GlowTag
- Gnog
- Goat Simulator
- God Eater 2: Rage Burst
- God Eater Resurrection
- God of War
- God of War III Remastered
- Godling
- Godzilla: The Game
- The Golf Club
- Gone Home
- Goosebumps: The Game
- Grand Ages: Medieval
- Grand Kingdom
- Grand Theft Auto V
- Gran Turismo Sport
- Gran Turismo 7
- Grave
- Gravity Rush 2
- Gravity Rush Remastered
- Grim Fandango Remastered
- Grow Home
- Guacamelee! Super Turbo Championship Edition
- Guilty Gear Xrd
- Guilty Gear Xrd: Revelator
- Guitar Hero Live
- Gundam Battle Operation Next
- Guns of Icarus Online
- Gunsport
- Guns Up!

## H
- H-Hour: World's Elite
- H1Z1
- Habitat: A Thousand Generations in Orbit
- Hand of Fate
- Hardware: Rivals
- Hatoful Boyfriend Remake
- Hatsune Miku: Project DIVA Future Tone
- Hatsune Miku: Project DIVA X
- Headmaster
- Heart and Soul
- Heart Forth, Alicia
- Heavy Rain
- Hellblade
- Helldivers
- Hitman
- Hob
- Hohokum
- Hollowpoint
- Home
- Homefront: The Revolution
- Horizon Zero Dawn
- Hotline Miami
- Hotline Miami 2: Wrong Number
- Hover: Revolt of Gamers
- How to Survive: Storm Warning Edition
- The Hum: Abductions
- Human Element
- Hunger
- Hunt: Horrors of the Gilded Age
- Hustle Kings
- Hyper Light Drifter
- Hyper Void

## I
- I Am Bread
- The Idolmaster
- In Space We Brawl
- Infamous: First Light
- Infamous: Second Son
- Inferno Climber
- Infinifactory
- Injustice: Gods Among Us Ultimate Edition
- Injustice 2
- Invisible, Inc.
- Invokers Tournament
- Ironclad Tactics

## J
- J-Stars Victory VS
- The Jackbox Party Pack
- The Jackbox Party Pack 2
- James Pond: Codename Robocod HD
- Jamestown+
- Jet Car Stunts
- Jikkyou Powerful Pro Baseball 16
- JoJo's Bizarre Adventure: Eyes of Heaven
- Journey
- Joysound Dive 2
- Just Cause 3
- Just Dance 2014
- Just Dance 2015
- Just Dance 2016
- Just Dance 2017
- Just Dance 2018
- Just Dance 2019
- Just Dance 2020

## K
- Keep Talking and Nobody Explodes
- Kerbal Space Program
- KickBeat: Special Edition
- Killing Bites
- Killing Floor 2
- Kill Strain
- Killzone: Shadow Fall
- King Oddball
- The King of Fighters XIV
- Kingdom Come: Deliverance
- Kingdom Hearts HD 2.8 Final Chapter Prologue
  - Kingdom Hearts Dream Drop Distance HD
  - Kingdom Hearts χ Back Cover
  - Kingdom Hearts 0.2: Birth by Sleep-A Fragmentary Passage
- Kingdom Hearts III
- Kingdom Under Fire II
- King's Quest: Your Legacy Awaits
- Kitten Squad
- Knack
- Knack II
- Knock Knock
- Kodoku
- Koihime Enbu
- Kromaia Omega
- Kung Fu Panda: Showdown of Legendary Legends

## L
- LA Cops
- Lara Croft and the Temple of Osiris
- The Last Guardian
- The Last Inua - An Arctic Adventure
- The Last of Us Remastered
- The Last of Us: Left Behind
- The Last of Us Part II
- The Last Tinker: City of Colors
- Legend of Kay Anniversary
- The Legend of Korra
- The Legend of Lobodestroyo
- Legend of Raven
- LEGO Batman 3: Beyond Gotham
- LEGO Dimensions
- LEGO The Hobbit
- LEGO Jurassic World
- LEGO Marvel's Avengers
- LEGO Marvel Super Heroes
- The LEGO Movie Videogame
- LEGO Worlds
- Leo's Fortune: HD Edition
- Let it Die
- Liege
- Life Is Strange
- Limbo
- LittleBigPlanet 3
- Loading Human
- Loadout
- Lords of the Fallen
- Lovers in a Dangerous Spacetime
- Lumo

## M
- Mad Max
- Madden NFL 15
- Madden NFL 16
- Madden NFL 17
- Madden NFL 18
- Madden NFL 19
- Madden NFL 20
- Mafia III
- Magic Duels: Origins
- Magicka 2
- The Manifeste
- Manifold Garden
- Marc Ecko's Getting Up 2
- Marvel Puzzle Quest: Dark Reign
- Mass Effect: Andromeda
- Matterfall
- Mega Man Legacy Collection
- Megadimension Neptunia VII
- Mercenary Kings
- Metal Gear Solid V: Ground Zeroes
- Metal Gear Solid V: The Phantom Pain
- Metal Slug 3
- Metro Redux
  - Metro 2033 Redux
  - Metro: Last Light Redux
- Middle-earth: Shadow of Mordor
- Mighty No. 9
- Mind: Path to Thalamus
- Minecraft: PlayStation 4 Edition
- Minecraft: Story Mode
- Mirror's Edge Catalyst
- MLB 14: The Show
- MLB 15: The Show
- MLB The Show 16
- MLB The Show 17
- MLB The Show 18
- MLB The Show 19
- Monochroma
- Monopoly Deal
- Monopoly Plus
- Mortal Kombat X
- Mother Russia Bleeds
- MotoGP 14
- MotoGP 15
- MotoGP 17
- MotoGP 18
- MotoGP 19
- MotoGP 21
- MotoGP 22
- Mousecraft
- Murdered: Soul Suspect

## N
- N++
- Naruto Shippuden: Ultimate Ninja Storm 4
- Natural Doctrine
- Naughty Kitties
- NBA 2K14
- NBA 2K15
- NBA 2K16
- NBA 2K17
- NBA 2K18
- NBA 2K19
- NBA 2K20
- NBA Live 14
- NBA Live 15
- NBA Live 16
- NBA Live 17
- NBA Live 18
- NBA Live 19
- Need for Speed
- Need for Speed: Heat
- Need for Speed: Payback
- Need for Speed: Rivals
- Nero
- Never Alone
- Neverwinter
- New Danganronpa V3: Minna no Koroshiai Shingakki
- NHL 15
- NHL 16
- NHL 17
- NHL 18
- NHL 19
- NHL 20
- Ni-Oh
- Nidhogg
- NieR Automata
- Night in the Woods
- Nikoli no Puzzle 4: Sudoku
- Ninja Kid's Demon Castle Adventure
- Nitroplus Blasterz: Heroines Infinite Duel
- No Man's Sky
- Nobunaga's Ambition: Sphere of Influence
- Nom Nom Galaxy
- Not a Hero
- Nova-111
- Nuclear Throne

## O
- Octodad: Dadliest Catch
- Oddworld: New 'n' Tasty!
- Odin Sphere: Leifthrasir
- OlliOlli
- OlliOlli 2: Welcome to Olliwood
- Omega Agent
- Omega Quintet
- Onechanbara Z2: Chaos
- One Piece: Burning Blood
- One Piece: Pirate Warriors 3
- One Upon Light
- Onigiri
- Orcs Must Die! Unchained
- The Order: 1886
- Outlast
- Overruled!
- Overwatch

## P
- Paladins
- Paranormal Activity VR
- Pathologic
- Pavilion
- Payday 2: Crimewave Edition
- The Peanuts Movie: Snoopy's Grand Adventure
- Peggle 2
- Perfect Universe
- Persona 5
- Phantasy Star Online 2
- Phantom Breaker: Battle Grounds Overdrive
- Pier Solar and the Great Architects
- Pillar
- The Pinball Arcade
- Pix the Cat
- PixelJunk Shooter Ultimate
- Pixel Noir
- PlanetSide 2
- Plants vs. Zombies: Garden Warfare
- Plants vs. Zombies: Garden Warfare 2
- The Playroom
- Pneuma: Breath of Life
- Pollen
- Pool Nation FX
- Primal Carnage: Extinction
- Prismatic Solid
- Pro Evolution Soccer 2015
- Pro Evolution Soccer 2016
- Pro Evolution Soccer 2017
- Pro Evolution Soccer 2018
- Pro Evolution Soccer 2019
- Project CARS
- Project CARS 2
- Project City Shrouded in Shadow
- Project Phoenix
- Puddle
- Punch Line
- Pure Chess
- Pure Hold'em
- Pure Pool
- Putty Squad
- Puyo Puyo Tetris

## Q
- Q.U.B.E: Director's Cut
- Q.U.B.E. 2
- Q*bert Rebooted
- QuickDraw
- Quiplash

## R
- Rabbids Invasion
- Race the Sun
- Rainbow Moon
- Rainbow Skies
- Ratchet & Clank
- Rayman Legends
- Ray's the Dead
- Razor Global Domination Pro Tour
- R.B.I. Baseball 14
- R.B.I. Baseball 15
- R.B.I. Baseball 16
- R.B.I. Baseball 17
- R.B.I. Baseball 18
- R.B.I. Baseball 19
- Ready to Run
- Rebel Galaxy
- Red Dead Redemption 2
- Redout
- République
- Resident Evil: HD Remaster
- Resident Evil 2 Remake
- Resident Evil: Revelations 2
- Resident Evil Zero HD Remaster
- Resogun
- Ride
- Ride 2
- Ride 3
- Rigs: Mechanized Combat League
- Rime
- Rise of the Tomb Raider
- Risen 3: Titan Lords Enhanced Edition
- Risk
- Rive
- Road Not Taken
- Robinson: The Journey
- Rock Band 4
- Rocketbirds 2: Evolution
- Rocket League
- Rocksmith 2014
- Rogue Legacy
- Rollers of the Realm
- Romance of the Three Kingdoms 13
- Ronin
- Rory McIlroy PGA Tour
- Rugby 15
- Rugby League Live 3
- Rugby League Live 4
- Rygar

## S
- Saint Seiya: Soldiers' Soul
- Saints Row: Gat out of Hell
- Saints Row IV: Re-Elected
- Salt & Sanctuary
- Samurai Gunn
- Samurai Warriors 4
- Savant Ascent
- Scrabble
- Screencheat
- Sébastien Loeb Rally Evo
- Secret Ponchos
- Senran Kagura: Estival Versus
- Shadow of the Beast Remake
- Shadow Warrior
- Shadow Warrior 2
- Shantae: Half-Genie Hero
- Shantae: Risky's Revenge
- Shaq Fu: A Legend Reborn
- Shenmue III
- Sherlock Holmes: Crimes & Punishments
- Shiftlings
- Shiness
- Shovel Knight
- Siegecraft Commander
- SingStar
- Skullgirls 2nd Encore
- Skulls of the Shogun: Bone-A-Fide Edition
- Skylanders: SuperChargers
- Skylanders: Swap Force
- Skylanders: Trap Team
- Skytorn
- SlashDash
- Sleeping Dogs: Definitive Edition
- Slender: The Arrival
- SmuggleCraft
- Sniper Elite 3
- Sniper Elite 4
- Sniper: Ghost Warrior 3
- Snow
- Soma
- Soul Axiom
- Soul Saga
- Sound Shapes
- Source
- South Park: The Fractured but Whole
- Space Hulk: Deathwing
- Speedrunners
- Spelunker Z
- Spelunky
- Spider-Man
- Sportsfriends
- Spyro Reignited Trilogy
- Star Ocean 5: Integrity and Faithlessness
- Star Wars: Battlefront
- Starbound
- Starwhal: Just the Tip
- Stash: No Loot Left Behind
- Stealth Inc: Ultimate Edition
- Stealth Inc. 2: A Game of Clones
- SteamWorld Dig
- SteamWorld Heist
- Steins;Gate 0
- Stick it to the Man
- Stories: The Hidden Path
- Street Fighter V
- Strider
- Strike Suit Zero: Director's Cut
- Styx: Master of Shadows
- Submerged
- Summer Lesson
- Summon Night 6: Lost Borders
- Super Dungeon Bros
- Super Exploding Zoo
- Super Hypercube
- Super Impossible Road
- Super Meat Boy
- Super Mega Baseball
- Super Motherload
- Super Stardust Ultra
- Super Time Force Ultra
- Surgeon Simulator: Anniversary Edition
- Syberia III
- The Swapper
- The Swindle
- Switch Galaxy Ultra
- Sword Art Online Re: Hollow Fragment Director's Cut
- Sword Art Online: Lost Song
- Sword Coast Legends
- Synthesis Universe

## T
- Tales from the Borderlands
- Tales of Berseria
- Tales of Zestiria
- The Talos Principle
- Tanki Online
- Tearaway Unfolded
- Tekken 7
- Teslagrad
- Tembo the Badass Elephant
- Tennis in the Face
- Terraria
- Terraria: Otherworlds
- Tetris Ultimate
- Tharsis
- There Came an Echo
- Thief
- Thief Town
- This War of Mine: The Little Ones
- Thomas Was Alone
- Thumper
- Tina's Toy Factory
- Tinertia
- Tiny Brains
- Tiny Troopers: Joint Ops
- Titan Attacks
- Titan Souls
- Toki Tori 2+
- To Leave
- Tomb Raider: Definitive Edition
- Tom Clancy's The Division
- Tom Clancy's Ghost Recon Breakpoint
- Tom Clancy's Ghost Recon Wildlands
- Tom Clancy's Rainbow Six: Siege
- The Tomorrow Children
- Tony Hawk's Pro Skater 5
- Toren
- TorqueL
- Tottemo E Mahjong Plus
- Toukiden 2
- Toukiden: Kiwami
- Tower of Guns
- TowerFall: Ascension
- Toy Soldiers: War Chest
- Trackmania Turbo
- Transformers: Devastation
- Transformers: Rise of the Dark Spark
- Trans-Galactic Tournament
- Transistor
- Trials Fusion
- Trine: Enchanted Edition
- Trine 2: Complete Story
- Trivial Pursuit Live!
- Tropico 5
- Twilight Struggle

## U
- Ultra Street Fighter IV
- Umbrella Corps
- Uncharted: The Nathan Drake Collection
  - Uncharted: Drake's Fortune Remastered
  - Uncharted 2: Among Thieves Remastered
  - Uncharted 3: Drake's Deception Remastered
- Uncharted 4: A Thief's End
- Uncharted Waters Online: Gran Atlas
- The Unfinished Swan
- Unmechanical: Extended Edition
- Unravel
- Until Dawn
- Until Dawn: Rush of Blood

## V
- Valiant Hearts: The Great War
- The Vanishing of Ethan Carter
- Velocity 2X
- Viking Squad
- VizionEck
- Volgarr The Viking
- Volume
- VVVVVV

## W
- The Walking Dead: Michonne - A Telltale Games Mini-Series
- The Walking Dead: Season One
- The Walking Dead: Season Two
- The Walking Dead: Season Three
- The Walking Dead: The Final Season
- Wander
- Warframe
- War Thunder
- Warhammer 40,000: Eternal Crusade
- Warriors Orochi 3 Ultimate
- Wasteland 2: Director's Cut
- Watch Dogs
- Watch Dogs 2
- Wattam
- Wayward Sky
- What Remains of Edith Finch
- Whispering Willows
- White Night
- Whore of the Orient
- Wild
- Winning Post 8 2016
- The Witch and the Hundred Knight
- The Witch and the Hundred Knight 2
- The Witcher 3: Wild Hunt
- Without Memory
- The Witness
- The Wolf Among Us
- Wolfenstein: The New Order
- Wolfenstein: The Old Blood
- Wonder Flick
- World of Final Fantasy
- World of Tanks
- World Rally Championship 5
- World Rally Championship 6
- World Rally Championship 7
- World Rally Championship 8
- World War Toons
- Worms Battlegrounds
- WWE 2K15
- WWE 2K16
- WWE 2K17
- WWE 2K18
- WWE 2K19
- WWE 2K20

## X
- Xuan-Yuan Sword: The Gate of Firmament

## Y
- Yakuza 6
- Yakuza Ishin!
- Yakuza Kiwami
- Yakuza Zero
- Yooka-Laylee
- Yoru no Nai Kuni
- Ys
- Yu-Gi-Oh! Legacy of the Duelist
- YU-NO: A girl who chants love at the bound of this world

## Z
- Zenith
- Zen Pinball 2
- Ziggurat
- Zombi
- Zombie Army Trilogy
- Zombie Vikings